# Arabis androsacea
Arabis androsacea là một loài thực vật có hoa trong họ Cải. Loài này được Fenzl mô tả khoa học đầu tiên năm 1842.